# ボストン音楽院

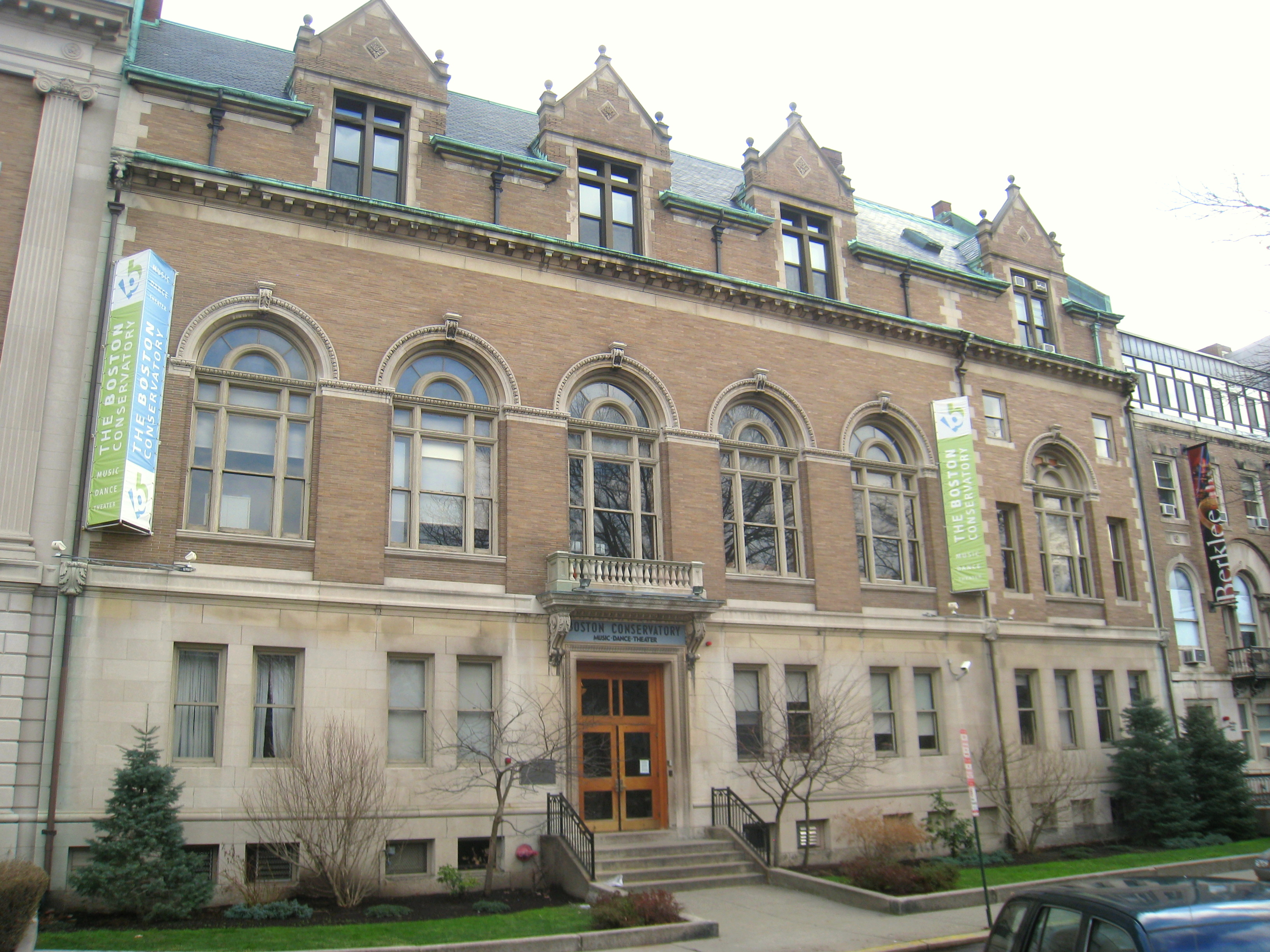

ボストン音楽院（ボストンおんがくいん、Boston Conservatory）はマサチューセッツ州ボストンにある音楽大学。音楽、ダンス、演劇、音楽教育の大学課程と大学院課程を有する。1867年創設。当時としては異例なことにアフリカ系アメリカ人と女性にも門戸が開かれていた。20世紀初頭にアメリカ合衆国で初めてオペラ学科が設置された。2016年に、バークリー音楽大学と合併して、Boston Conservatory at Berkleeとなった。